# اچ‌ام‌اس الیزابت (۱۶۷۹)
اچ‌ام‌اس الیزابت (۱۶۷۹) (به انگلیسی: HMS Elizabeth (1679)) یک کشتی است که طول آن ۱۵۱ فوت ۸ اینچ (۴۶٫۲ متر) می‌باشد.